# Wonsees
Wonsees település Németországban, azon belül Bajorországban. Lakosainak száma 1190 fő (2023. december 31.).

## Népesség
A település népessége az elmúlt években az alábbi módon változott:
| Lakosok száma | 1178 | 923  | 1152 | 1141 | 1122 | 1125 | 1110 | 1147 | 1154 | 1190 |
|               | 1970 | 1975 | 2011 | 2012 | 2014 | 2015 | 2017 | 2019 | 2022 | 2023 |